# Il conquisto di Granata

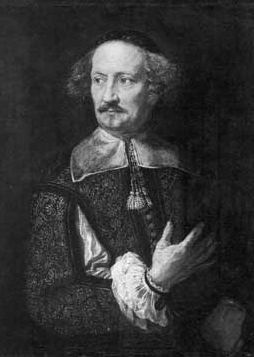
Benedetto Gennari, Portret Girolama Grazianiego

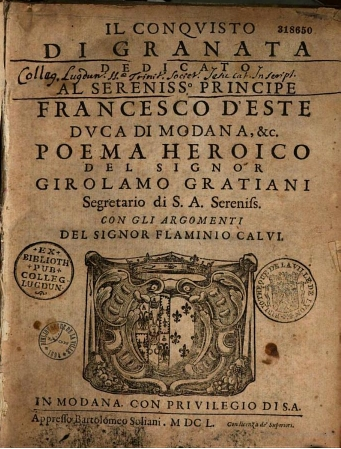
Strona tytułowa pierwszego wydania eposu

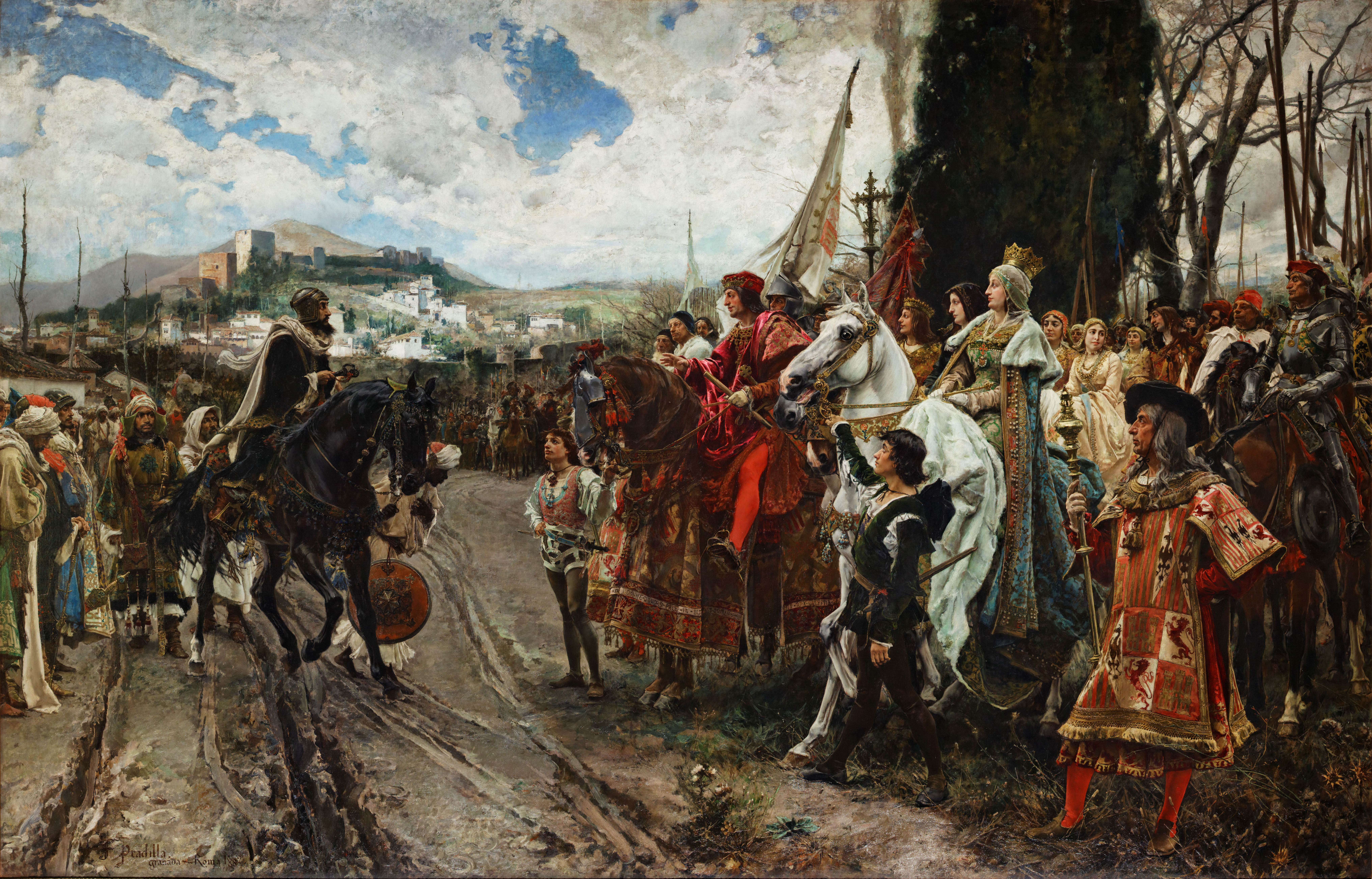
Kapitulacja Muhammada Boabdila przed Ferdynandem Aragońskim i Izabelą Kastylijską. Obraz Francisca Pradilli y Ortiz

Il conquisto di Granata (wł. Podbój Granady) – epos siedemnastowiecznego włoskiego poety Girolama Grazianiego, opowiadający o zdobyciu przez króla hiszpańskiego Ferdynanda Aragońskiego ostatnich punktów oporu muzułmanów na Półwyspie Iberyjskim w ramach rekonkwisty. Utwór został wydany w Modenie w 1650. Został zadedykowany księciu Franciszkowi d'Este. Poemat składa się z dwudziestu sześciu pieśni. Tragicznym bohaterem dzieła jest muzułmański władca Muhammad XII Abu Abdallah, nazywany Boabdil. Utwór, podobnie jak większość włoskich poematów epickich okresu renesansu i baroku, jest napisany oktawą (wł. ottava rima), czyli strofą ośmiowersową, układaną jedenastozgłoskowcem (wł. endecasillabo) i rymowaną abababcc. Forma ta została wprowadzona do epiki włoskiej w XIV wieku przez Giovanniego Boccaccia w poematach Il filostrato i Teseida. Następnie była wykorzystywana przez licznych poetów, jak Matteo Boiardo, Luigi Pulci, Ludovico Ariosto, Torquato Tasso i Lucrezia Marinella. Z Włoch oktawa rozprzestrzeniła się na Hiszpanię i Portugalię, gdzie używali jej Alonso de Ercilla y Zúñiga (Araukana) i Luís de Camões(Luzjady), a potem na całą Europę.
Io che spiegai con amorosi carmi

Su l'italica cetra egizii errori,

Vo'cantar con la tromba al suon del'armi

Granata vinta, e soggionati i Mori,

Imperversi l'inferno, Africa s' armi,

Trovi Marte, usi Amor vezzi e furori,

Nulla val: tutto cede: ed offre a Cristo

Il magnanimo re l' alto conquisto.
Do poematu Grazianiego nawiązał w utworze Consalvo ze zbioru Canti (Pieśni) najwybitniejszy włoski romantyk,   Giacomo Leopardi.